# Attentat du parlement indien en 2001
L'attentat du parlement indien en 2001, mené par le Lashkar-e-Toiba et le Jaish-e-Mohammed, a lieu durant la matinée du 13 décembre 2001 à New Delhi. Un groupe de cinq hommes, porteurs d'armes à feu et de grenades, attaque le Sansad Bhavan, le siège du Parlement de l'Inde, alors que les députés sont encore présents dans son enceinte. Ils utilisent une voiture officielle et des laissez-passer. Après avoir tiré, un des attaquants actionne sa ceinture d'explosif, les autres terroristes sont par la suite abattus.
L'attaque provoque la mort des 5 terroristes, ainsi que 6 policiers, 2 attachés parlementaires et un jardinier. Elle provoque pendant plusieurs mois une escalade militaire le long de la frontière avec le Pakistan provoquant des centaines de morts.
En février 2013, un militant séparatiste du Cachemire est exécuté à la suite de sa condamnation à la peine de mort pour complicité dans cet attentat.